# Nouria Mérah-Benida
Nouria Mérah-Benida (àrab: نورية مراح بنيدة, Nūriya Marāḥ Banīda) (Alger, 19 d'octubre de 1970) és una ex atleta algeriana especialista en proves de mig fons.
El seu primer èxit arribà als Jocs del Mediterrani de Bari 1997 on assolí la medalla d'or en 1500 metres. Als Jocs Panafricans de Johannesburg 1999 Mérah-Benida guanyà dues medalles d'argent en 800 metres i 1500 metres. El seu major èxit arribà als Jocs Olímpics de Sydney 2000 on guanyà la medalla d'or als 1500 per davant de les romaneses i favorites Violeta Szekely (plata) i Gabriela Szabo (bronze). El mateix anys guanyà una plata en 800 metres i un or en 1500 als Campionats d'Àfrica.